# Примроуз, Нил, 7-й граф Розбери
Нил Арчибальд Примроуз, 7-й граф Розбери, 3-й граф Мидлотиан (англ. Neil Archibald Primrose, 7th Earl of Rosebery, 3rd Earl of Midlothian; 11 февраля 1929 — 30 июня 2024) — шотландский дворянин, он носил титул учтивости — лорд Примроуз с 1931 по 1974 год. Он был членом Палаты лордов с 1974 по 1999 год. Его сын и наследник Гарри Примроуз, 8-й граф Розбери.

## Биография
Родился 11 февраля 1929 года. Единственный сын Гарри Примроуза, 6-го графа Розбери (1882—1974), и его второй жены, Достопочтенной Евы Изабель Марион Брюс (1892—1987). Его дедом по отцовской линии был Арчибальд Примроуз, 5-й граф Розбери (1847—1929), либеральный премьер-министр Соединенного Королевства с 1894 по 1895 год. Его бабушка по отцовской линии была Ханна, графини Розбери (1851—1890), дочь Майера де Ротшильда (1818—1874), которая считалась самой богатой женщиной в Англии в конце 19 века .
В 1931 году после смерти своего старшего сводного брата Арчибальда Рональда Примроуза, лорда Далмени (1910—1931), Нил Арчибальд Примроуз стал наследником своего отца и получил титул учтивости — лорд Примроуз, поскольку титул учтивости — лорд Далмени был зарезервирован из уважения к его покойному старшему брату. Во время Второй мировой войны он получил образование в школе Сандройд до их эвакуации в Америку, затем учился в школе Милбрука, штат Нью-Йорк (Студент чуть постарше, который учился в то же время, писатель Уильям Ф. Бакли-младший, заметил в журнальной статье 1981 года, что молодой лорд был неуправляемым «сопляком»). Впоследствии он получил образование в школе Стоу и Нью-колледж, Оксфорд.
Нил Арчибальд Примроуз был назначен заместителем лейтенанта Мидлотиана в 1960 году и сменил своего отца на посту графа в 1974 году.
Умер 30 июня 2024 года в возрасте 94 лет.

## Семья
22 января 1955 года лорд Примроуз женился на Элисон Мэри Дейдре Рид (род. 1931), дочери Рональда Уильяма Рида (1910—1994) и Элинор Мэри Стюарт.
Граф Розбери проживал в семейном поместье Далмени-хаус близ Эдинбурга со своей женой. У графа и графини Розбери пятеро детей:
- Леди Люси Кэтрин Мэри Примроуз (род. 24 декабря 1955), муж с 1976 года Энтони Гэвин Чарльз Луис Гартон, от брака с которым у неё было двое детей
- Леди Джейн Маргарет Хелен Примроуз (род. 11 июля 1960), муж с 1989 года Майкл Себастьян Эбенезер Каплан, от брака с которым у неё есть один сын
- Леди Эмма Элизабет Энн Примроуз (род. 12 сентября 1962), 1-й муж с 1984 года (развод в 1997) Уильям Ламарк, от брака с которым у неё было двое детей; 2-й муж с 2001 года Зия Махмуд, от брака с которым у неё родился один сын.
- Леди Кэролайн Сара Фрэнсис Примроуз (род. 20 ноября 1964), муж с 2012 года подполковник Саймон Д’Оливер Дакворт, от брака с которым детей нет
- Гарри Рональд Нил Примроуз, 8-й граф Розбери (род. 20 ноября 1967). С 1994 по 2014 год он был женат на Кэролайн Даглиш (род. 1969), от брака с которой у него было пятеро детей.

Графиня является покровительницей Королевского Каледонского бала. Их сын и младший ребёнок Гарри носил титул лорда Далмени как наследник графств, виконтств и баронств Розбери, до смерти отца.